# Xenosoma flavisedes
Xenosoma flavisedes är en fjärilsart som beskrevs av Paul Dognin 1891. Xenosoma flavisedes ingår i släktet Xenosoma och familjen björnspinnare. Inga underarter finns listade i Catalogue of Life.